# Аја Кјафа (Потенца)
Аја Кјафа (итал. Aia Chiaffa) је насеље у Италији у округу Потенца, региону Базиликата.
Према процени из 2011. у насељу је живело 103 становника. Насеље се налази на надморској висини од 817 м.